# Созимский
Со́зимский — посёлок в Верхнекамском районе Кировской области России. Административный центр Созимского сельское поселения.

## География
Посёлок находится на северо-востоке Кировской области, в центральной части Верхнекамского района. Стоит при впадении реки Малый Созим в реку Нырмыч (приток Камы). Абсолютная высота — 170 метров над уровнем моря.
Расстояние до районного центра (города Кирс) — 87 км.

## История
Посёлок возник в 1939 году на месте строительства Кайского целлюлозного завода. В том же году сюда было доставлено большое количество депортированных немцев Поволжья. Согласно данным переписи, в 1970 году, в посёлке проживало 135 немцев. С 1954 по 2005 г. имел статус посёлка городского типа.

## Население
| 1989 | 2002  | 2010  |
| ---- | ----- | ----- |
| 3299 | ↘2030 | ↘1506 |

## Инфраструктура
В посёлке имеется средняя общеобразовательная школа, детский сад, больница, дом культуры, леспромхоз, а также Управление по работе с учреждениями с особыми условиями хозяйственной деятельности (УРУОУХД), относящееся к системе УФСИН РФ. В Созимском расположена железнодорожная станция «Заводская» (ветки Яр — Лесная Кировского региона Горьковской железной дороги).
Улицы посёлка: Водопроводная, Вокзальная, Железнодорожная, Заводская, Заречная, Колхозная, Коммунальная, Красноармейская, Лесная, Лесозаводская, Малосозимская, Набережная, Новая, Овражная, Пионерская, Пролетарская, Рабочая, Свободы, Северная, Труда, Школьная, Южная; переулки: Больничный.

## Фотогалерея

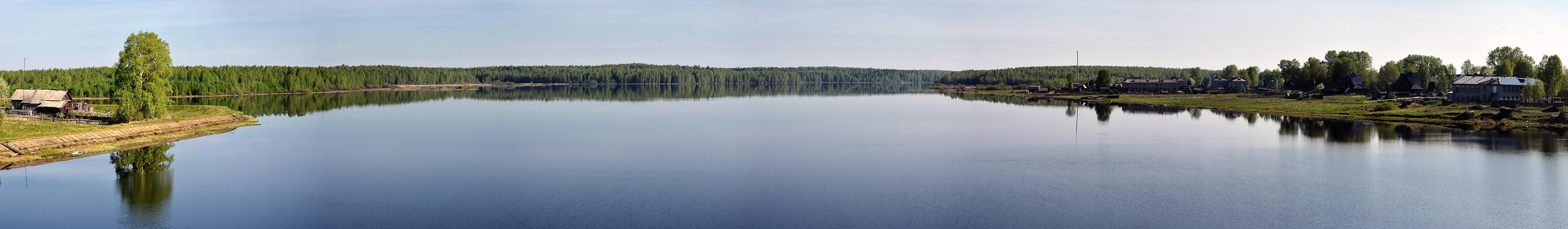
Пруд
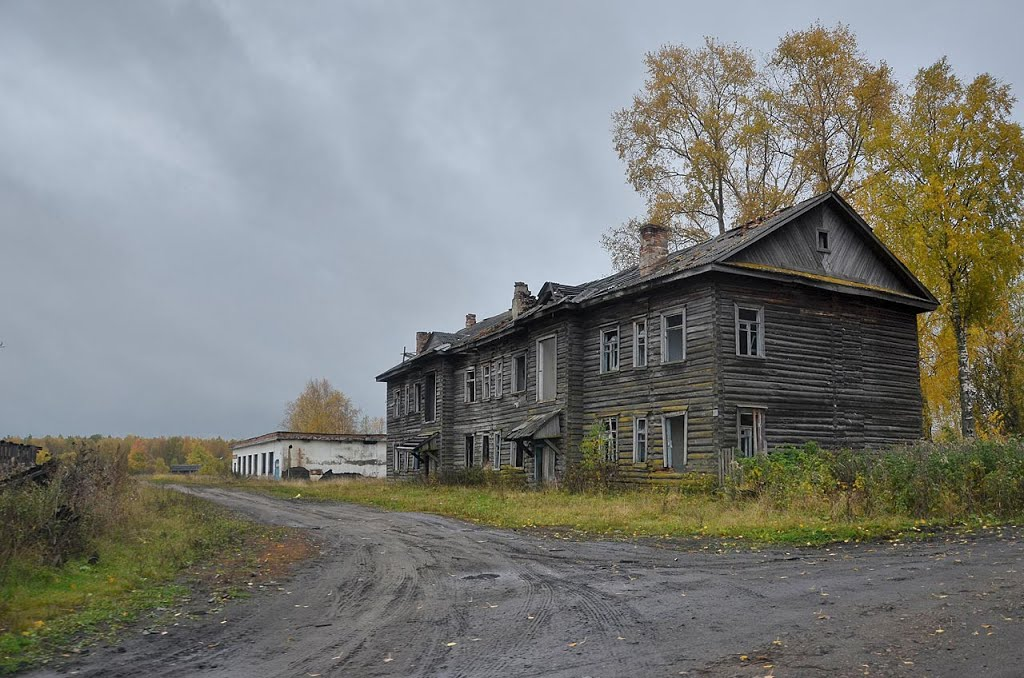
Созимский
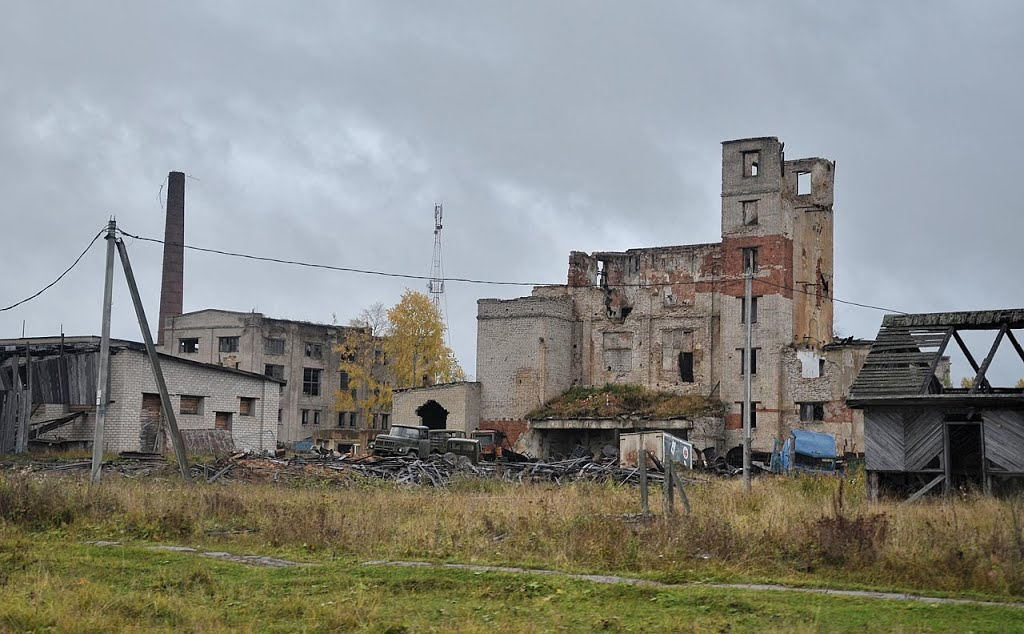
Заброшенный Целлюлозный завод
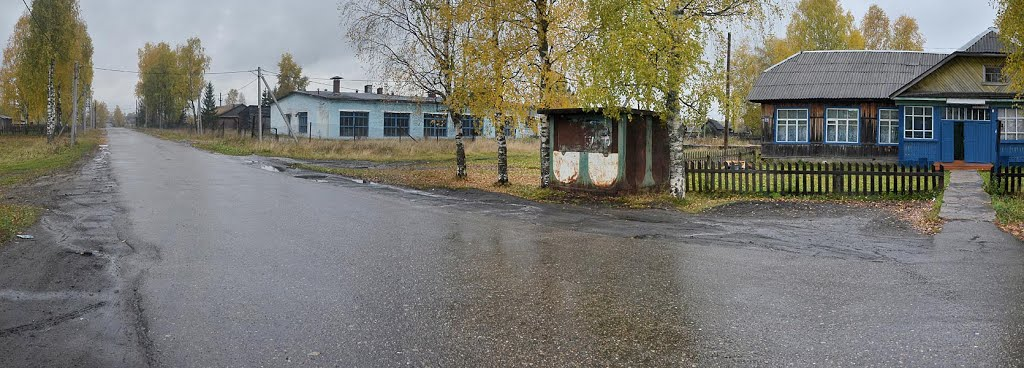
Созимский
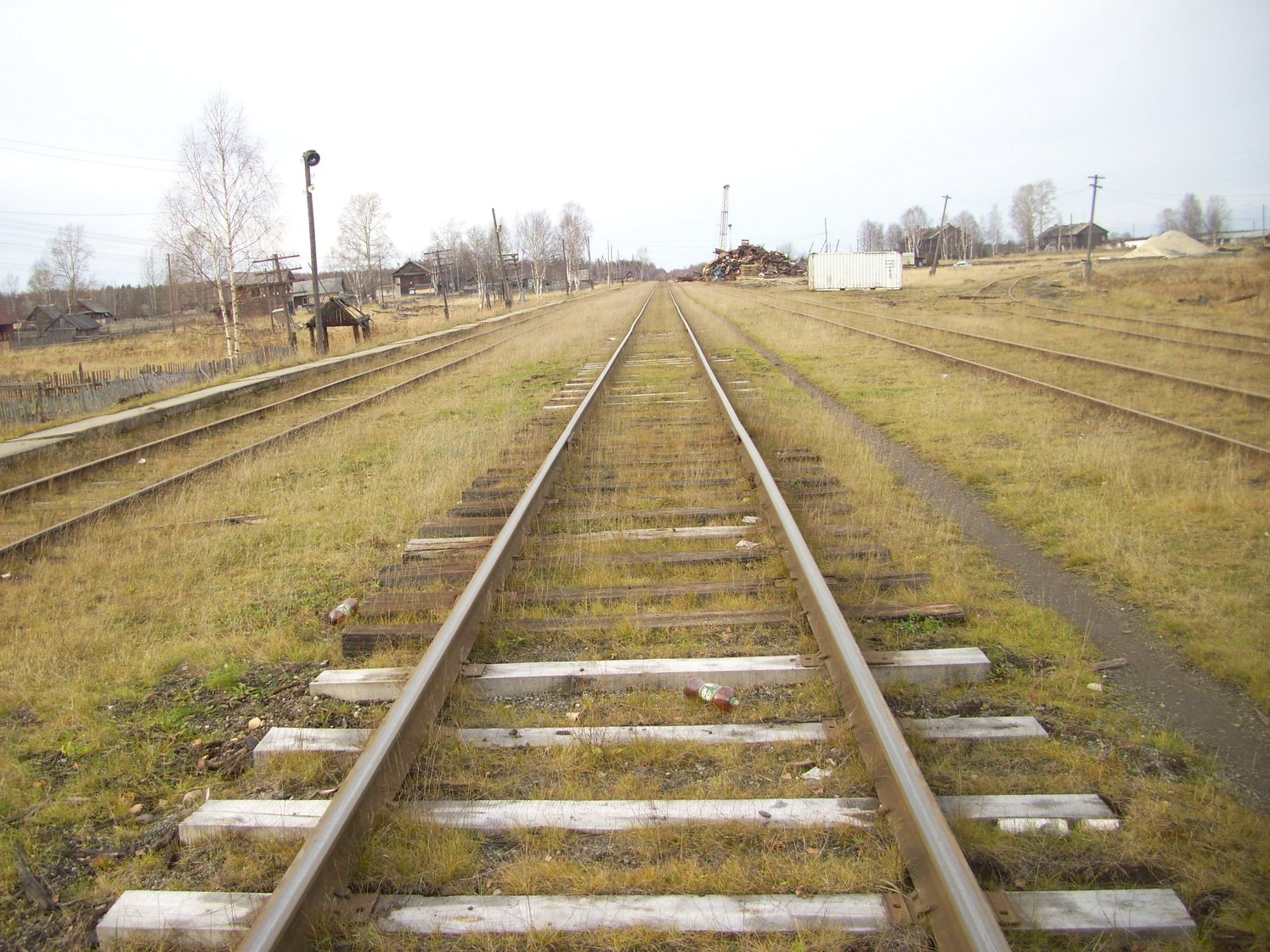
Станция Заводская